# Le Roy, Iowa
Le Roy là một thành phố thuộc quận Decatur, tiểu bang Iowa, Hoa Kỳ. Năm 2010, dân số của thành phố này là 15 người.

## Dân số
Dân số qua các năm:
- Năm 2000: 13 người.
- Năm 2010: 15 người.